# Gerhard Palitzsch
Pour les articles homonymes, voir Palitzsch.
Gerhard Palitzcsh (17 juillet 1913 – 7 décembre 1944) est un sous-officier SS allemand ayant sévi dans le camp de concentration d'Auschwitz.

## Carrière
Membre du parti nazi et de la SS (n° 79 466), il a d’abord été chef de Block (Blockführer), à Lichtenburg, Buchenwald et Sachsenhausen. Il arrive en mai 1940 à Auschwitz avec 30 prisonniers Kapo. Il devient le 1er Rapportführer et fait immédiatement régner la terreur, participant fréquemment aux exécutions au « mur noir » du Block 11 d’Auschwitz I.
Dans un document sorti du camp par la résistance intérieure, il est appelé « der größte Lump von Auschwitz » (le pire gredin d’Auschwitz). Son collègue Pery Broad écrivit à son propos: « il jouissait de participer aux exécutions de masse » et Rudolf Höss: « Palitzsch assistait toujours aux exécutions. C'est sans doute lui qui a exécuté le plus de détenus d'une balle dans la nuque.[…] Il était si endurci qu'il pouvait tuer à la chaîne sans même penser.[…] Palitzsch était l'individu le plus retors et le plus malin que j'aie jamais rencontré dans les divers KL au cours de mes longues années de service ».
Sa femme meurt du typhus le 4 novembre 1942. Après la création du camp des Tziganes à Birkenau (au BIIe), il en fut nommé chef de camp.
Des rumeurs de corruption circulant à son propos (vols pour son compte personnel de biens des victimes) et de relations avec des prisonnières (du camp des Tziganes entre autres); c’est sans doute la raison pour laquelle il est muté le 1er octobre 1943 au camp annexe de Brünn (Brno) (camp de 250 prisonniers) en tant que chef de camp.
Il y reste quelques semaines, puis est arrêté, jugé par Konrad Morgen pour « honte raciale » (relations sexuelles avec des « non-Aryens ») et vol, puis gracié et radié de la SS en juin 1944. Son destin est ensuite inconnu, l’hypothèse la plus probable étant qu’il serait mort lors d’une bataille aux environs de Budapest en décembre 1944. 
À Auschwitz, c'est Oswald Kaduk qui reprendra son poste de SS-Rapportführer.